# سیارک ۵۰۸۹
سیارک ۵۰۸۹ (به انگلیسی: 5089 Nadherna، نامگذاری:1979SN) پنج هزار و هشتاد و نهمین سیارک کشف شده‌است که در ۲۵ سپتامبر ۱۹۷۹ کشف شد.
قدر مطلق سیارک برابر ۱۲٫۸۰ است.